# Valverdón
Valverdón ist eine Gemeinde in Spanien in der Nähe von Salamanca (12 km) und trägt die Postleitzahl 37115. 2024 hatte die Gemeinde 264 Einwohner und liegt 766 m hoch mit einer Fläche von 21,98 km².

## Lage
Valverdón liegt 12 km von Salamanca entfernt in der Region Kastilien-León in Nordwest-Spanien. Außerdem liegt Valverdón am Río Tormes, einem der größten Flüsse Spaniens. Zahlreiche größere Stauseen prägen das Landschaftsbild um den Ort.

## Wirtschaft
Der Ort besteht hauptsächlich aus alten Bauernhäusern, doch die Nähe zur Großstadt lässt auch hier neue und moderne Häuser entstehen. Es gibt zwei Schweißereien und eine Bäckerei, außerdem vier Restaurants und ein Hotel, das aus einer im Jahre 1366 erbauten Hazienda entstand. In der Hazienda machte während der Konferenz von Valcuevo einst Christoph Kolumbus Station.

## Sehenswürdigkeiten
Sehenswert ist die alte Kirche mit dem alljährlichen Storchennest, das im Laufe der Jahre immer schwerer wurde und nun eventuell entfernt werden muss.